# سعود حبیب
سعود حبیب (عربی: سعود حبيب؛ زادهٔ ۴ ژانویهٔ ۱۹۷۹) تیرانداز اسکیت اهل کویت است.